# خانه‌های ژائول
خانه‌های ژائول (به فرانسوی: Maisons Jaoul) یک جفت خانهٔ مشهور در حومه شهر پاریس نوی-سور-سن هستند که لو کوربوزیه آنها را طراحی کرده‌است و در سال‌های ۱۹۵۴–۵۶ ساخته شده‌اند. آنها از مهمترین ساختمان‌های پس از جنگ وی هستند. بتن زبره رنگ نشده و آجر کاری با ریزه‌کاری کم از ویژگی‌های زمخت زیباشناسانهٔ آن‌ها به‌شمار می‌روند.

## تاریخ
این ساختمان‌ها در سال ۱۹۳۷ ترسیم شدند اما پس از جنگ بود که بالاخره برای آندره ژول و پسرش میشل ساخته شدند. آنها برای مدتی متعلق به میلیونر انگلیسی پیتر پالومبو بودند. اکنون این خانه‌ها به دو خواهر تعلق دارند که در آنجا با خانوادهٔ خود زندگی می‌کنند. خانه‌های ژائول از سال ۱۹۶۶ به درخواست آندره مالرو از طرف دولت فرانسه به عنوان آثار تاریخی تحت حمایت قرار گرفته‌اند.

### طراحی و ساخت
میشل (یا ژاک میشل) ژائول، پسر خانواده، به عنوان معمار در دفتر لو کوربوزیه کار می‌کرد و در سال ۱۹۸۸ مسئول نوسازی خانه‌ها بود. ساخت این خانه‌ها با طاق روند جدیدی را در کار لو کوربوزیه نشان می‌دهد و خانه‌های ژائول را می‌توان نخستین اثر او در سبک زبره‌کاری نو دانست. 
 " … طاق‌های بتونی باریک در برابر چارچوب دائمی از جنس ةجرهای نازک که بدون استفاده از مرکز سنجی تنظیم شده‌اند، ساخته شده‌اند. این دهانه‌های آجری به عنوان قالب‌های دائمی برای طاق‌های بتونی پوسته ای که در بالای آنها نصب شده بود، تحمل می‌کنند. گره خورده با میله‌های فولادی عرضی، طاق‌ها بر روی تیرهای بتونی مداوم قرار دارند که در طول هر خانه در هر طبقه امتداد دارند. این تیرها سپس خود وزن را به دیوارهای آجری باربر که از هر طرف خانه‌ها را محصور می‌کنند ، منتقل می‌کنند. " 

## مطالعهٔ بیشتر
- Frampton, Kenneth, and Roberto Schezen. 2002. Le Corbusier: architect of the twentieth century. New York: H.N. Abrams.
- Jeanneret-Gris, Charles-Édouard, Alberto Izzo, and Camillo Gubitosi. 1978. Le Corbusier: disegni = dessins = drawings. Roma: Officina Edizioni.
- Sampò, Luca, Le Maisons Jaoul di Le Corbusier. La petite maison e la città contemporanea, FrancoAngeli, Milano 2010, شابک ‎۹۷۸۸۸۵۶۸۲۵۷۶۳.
- Schezen, Roberto, and Susan Doubilet. 1998. Private architecture: masterpieces of the twentieth century. [New York, N.Y.]: The Monacelli Press.